# Усадьба Аристовых
Усадьба Аристовых — бывший купеческий дом в посёлке городского типа Верх-Нейвинском Невьянского района Свердловской области, одна из достопримечательностей в историческом центре посёлка. В кон. XIX — нач. XX вв. дом был известен пекарней. В настоящее время усадьба принадлежит организации «Благое дело» используется как дом сопровождаемого проживания.

## Расположение
Дом-усадьба Аристовых находится рядом с площадью Революции, юго-восточнее (левее) здания бывшей заводской больницы (ныне второй корпус Детской школы искусств), за мемориалом воинам, павшим в годы Великой Отечественной войны. Адрес усадьбы: улица Ленина, дом 27.
Пешком к усадьбе Аристовых можно подойти со стороны площади Революции. Площадь закрыта для въезда автомобилей, поэтому подъехать к дому можно со стороны улицы Рабочей молодёжи. С улицы Рабочей молодёжи необходимо свернуть возле первого корпуса Детской школы искусств, после чего проехать около 150 метров вдоль аллеи до усадьбы.

## Архитектура
Усадьба Аристовых представляет собой просторный бревенчатый дом из лиственницы на каменном (кирпичном) цоколе.
На надземном и цокольном этажах не менее 10 окон: по 6 окон с лицевой стороны обращены на площадь, по 4 окна с правой стороны обращены в проулок. По середине дома имеется маленькое окно чердака, обращённое на площадь. Окна надземного этажа окантованы наличниками. Наличники украшены умеренным растительным резным орнаментом с волютами (завитками) и раскрепованными фронтонами. В центре фронтонов в зеркальном виде изображена объёмная лилия. Над верхними углами наличников возвышаются объёмные башенки. Такое оформление наличников было широко распространено в конце XIX века. Словно кружево, под крышей тянется выпиловочный деревянный подзор со сложным рисунком. Примечательно, что на стоящем слева доме № 23 все четыре окна с лицевой стороны украшены такими же наличниками, но с дугообразным верхом.
До приобретения усадьбы «Благим делом» стены дома были окрашены в светло-бирюзовый цвет. Наличники на окнах были окрашены жёлтой краской. В настоящее время оконные рамы и наличники белые, а стены дома окрашены зелёной краской.

## История
Усадебный дом был возведён в 1880-х годах купцом Протасием Борисовичем Аристовым для своих жены Пелагеи и восьмерых детей.
У Протасия Аристова имелась своя пекарня. Выпекаемый в пекарне хлеб был известен далеко за пределами Верх-Нейвинска благодаря родственнику купца — торговцу Семёну Ивановичу Аристову. Семён Иванович выполнял роль посредника в торговых делах. Пекарня располагалась во дворе дома Аристовых. Также во дворе были размещены дополнительные хозяйственные постройки: мастерские по изготовлению хомутов и упряжки для лошадей. Выпекаемый хлеб продавался в лавке при доме. Для работников пекарни и прислуги при доме был поставлен флигель и созданы хорошие жилищные условия.
После Гражданской войны и установления в Верх-Нейвинске советской власти усадьба Аристова была национализирована. Она была передана в ведение Верх-Нейвинского Исполкома, а затем поселкового Совета. Со временем внутренние помещения усадьбы были перепланированы и перестроены. В 1930-х годах в бывшем доме Аристовых были организованы Жилсовет и Нардом. В бывшей хлебной лавке до 1940-х годов осуществлялась торговля керосином. После отмены хлебных карточек в бывшей аристовской лавке вновь стали торговать хлебом.
Даже после Октябрьской революции верхнейвинцы пользовались аристовской пекарней, хотя и не вспоминали прежнего владельца. Хлеб выпекали в виде крупных буханок весом в два килограмма. Такая традиция сохранялась со времён войны: большие буханки было удобнее разрезать на небольшие куски, выдаваемые по карточкам. Пекарня производила до 25 тонн хлебных изделий в сутки. Перестроенное здание пекарни просуществовало вплоть до середины 1950-х годов.
В 1936—1947 годах в доме Аристовых располагался 13-й судебный участок. В годы Великой Отечественной войны председателем суда была Тамара Антоновна Фадеева. Она приехала в Верх-Нейвинск в 1938 году, окончив Свердловский учительский институт и получив профессию учителя географии. В 1939 году Тамара Антоновна стала народным судьёй 13-го судебного Верх-Нейвинского участка, а в 1941 году — председателем суда. В военные годы женщина с железным характером занималась судебной деятельностью. Значительная часть работы была связана с уголовными делами прогульщиков и «опазданцев». «Опазданцами» в то время называли тех, кто опаздывал на работу более чем на 20 минут. После войны Тамара Антоновна работала учителем, а с 1950 года — директором Школы рабочей молодёжи.
Вместе с Тамарой Антоновной в Верх-Нейвинском суде работал народным судьёй Афанасий Никитович Фефелов (1898 г. р.). Он окончил юридический факультет вуза. В 1942 году Афанасий был призван в ряды Красной армии. Во время войны он получил тяжёлое ранение. В послевоенные годы Афанасий Никитович работал нотариусом в ИТЛ-100. Афанасий Фефелов скоропостижно скончался в 1949 году.
В 1950-х годах в бывшей усадьбе Аристовых размещалась детская поликлиника. Молодых мам с детьми принимала врач Мария Григорьевна Ермоленко. Позже в этом доме располагался комбинат бытовых услуг — здесь были филиал швейного ателье и мастерская по ремонту обуви. В последующие годы в усадьбе Аристовых располагался Верх-Нейвинский газовый участок.

## Современное использование
В 2020 году местная организация «Благое дело» благодаря губернатору Свердловской области Евгению Куйвашеву и ежегодному благотворительному собранию «Екатерининская ассамблея» получила средства на осуществление проекта «Социополис». В рамках данного проекта было запланировано создание домов и квартир сопровождаемого проживания для людей с инвалидностью — выпускников психоневрологических интернатов и детских домов для инвалидов. В доме сопровождаемого проживания эти люди учатся жить самостоятельно, вести быт: готовить, стирать и т. п. Сначала в бытовых делах проживающим помогают кураторы. Постепенно время сопрождения сокращается.
Одним из таких домов стала усадьба Аристовых. В апреле 2021 года усадьба была приобретена «Благим делом» при поддержке координатора международных проектов по социальной терапии инвалидов Петтера Хольма и Ассоциации стран Северной Европы, после чего в доме начаты восстановительные работы.